# Teresa Arias
Teresa Arias (Santo Domingo, 18 agosto 1972) è un'ex cestista dominicana.

## Carriera
Con la Rep. Dominicana ha disputato i Campionati americani del 1989.